# J. C. MacKenzie

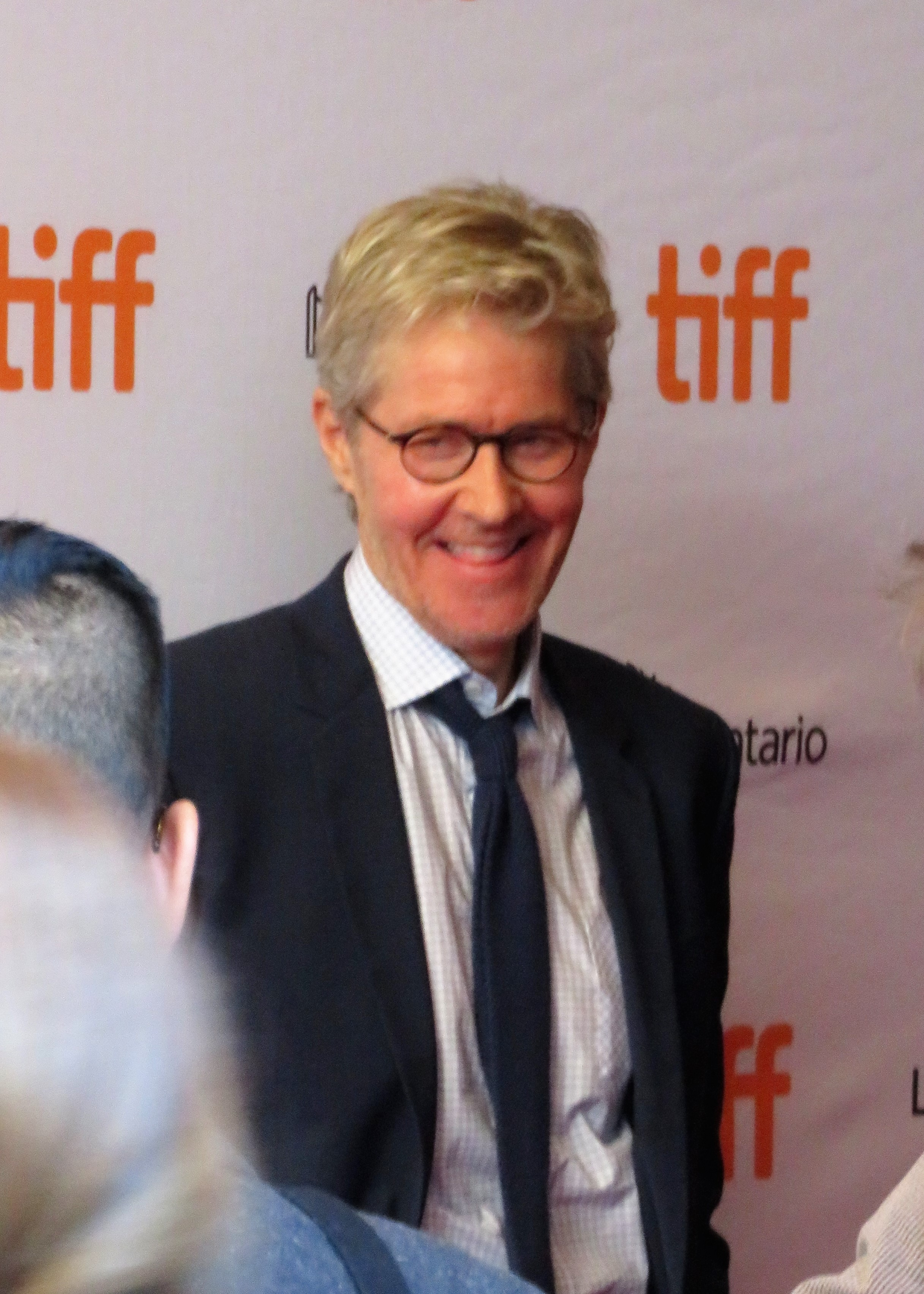
J. C. MacKenzie (2017)

John Charles „J. C.“ MacKenzie (* 17. Oktober 1970 in Peterborough, Ontario) ist ein kanadischer Schauspieler.

## Leben
MacKenzie wuchs in Ottawa auf. Er studierte an der Concordia University in Montreal und danach an der London Academy of Music and Dramatic Art. Obwohl er ursprünglich Lehrer werden wollte, widmete er sich nach seiner Rückkehr nach Kanada verstärkt einer Karriere als Schauspieler. Zunächst trat er überwiegend an kanadischen Theatern auf, bevor ihn Neil Simon für eine USA-Tour seines Stücks Biloxi Blues engagierte. Nach Abschluss der Tour ließ sich MacKenzie in New York City nieder, wo er Mitglied der Circle Repertory Company wurde.
1995 zog MacKenzie nach Los Angeles, wo er in Steven Bochcos Serie Murder One in zwei Staffeln die Rolle des Arnold Spivak übernahm. 1998 übernahm er in der Serie Practice – Die Anwälte die Rolle des Dr. Fred Spivak. Von 2000 bis 2002 spielte MacKenzie in mehr als 40 Folgen der Serie Dark Angel die Rolle des Reagan 'Normal' Ronald. Seither übernahm er auch Rollen in größeren Kinoproduktionen. Wiederholt arbeitete MacKenzie mit den Regisseuren Spike Lee (Clockers und Spike Lee’s Spiel des Lebens) und Martin Scorsese (Aviator, Departed – Unter Feinden, The Wolf of Wall Street, Vinyl und The Irishman) zusammen.
Aus der Ehe mit der Drehbuchautorin Erin Cressida Wilson ging ein Sohn (* 2004) hervor.

## Filmografie (Auswahl)
- 1985: Seeing Things (Fernsehserie, Episode 4x03)
- 1985: Perry Mason kehrt zurück (Perry Mason Returns, Fernsehfilm)
- 1990: Baywatch – Die Rettungsschwimmer von Malibu (Baywatch, Fernsehserie, Episode 1x13)
- 1991: Der Giftzwerg (Dutch)
- 1991: Klinik des Todes (Deadly Medicine, Fernsehfilm)
- 1994: Normandy: The Great Crusade (Fernsehfilm)
- 1995: Hungry For Love (Heavy)
- 1995: Clockers
- 1995–1997: Murder One (Fernsehserie, 41 Episoden)
- 1998: Krieg im Pentagon (The Pentagon Wars, Fernsehfilm)
- 1998: Spike Lee’s Spiel des Lebens (He Got Game)
- 1998: Practice – Die Anwälte (The Practice; Fernsehserie, 3 Episoden)
- 1999: Kill And Smile (Happy Face Murders; Fernsehfilm)
- 2000: Es geschah in Boulder (Perfect Murder, Perfect Town: JonBenét and the City of Boulder, Fernsehfilm)
- 2000: Good Vibrations – Sex vom anderen Stern (What Planet Are You From?)
- 2000–2002: Dark Angel (Fernsehserie, 42 Episoden)
- 2001: Final
- 2002: The Pact (Fernsehfilm)
- 2004: Attentat auf Richard Nixon (The Assassination of Richard Nixon)
- 2004: Aviator (The Aviator)
- 2005–2023: Law & Order: Special Victims Unit (Fernsehserie, 5 Episoden)
- 2006: Gospel of Deceit (Fernsehfilm)
- 2006: Departed – Unter Feinden (The Departed)
- 2006: The Return
- 2008: Mad Money
- 2008: Der Tag, an dem die Erde stillstand (The Day the Earth Stood Still)
- 2009: My One and Only
- 2009: Ghost Whisperer – Stimmen aus dem Jenseits (Ghost Whisperer, Fernsehserie, Episode 4x21)
- 2010: Gigantic (Fernsehserie, 5 Episoden)
- 2012: For the Love of Money
- 2012: Commencement
- 2013: House of Cards (Fernsehserie, Episode 1x08)
- 2013: The Wolf of Wall Street
- 2014–2015: Hemlock Grove (Fernsehserie, 6 Episoden)
- 2015: Good Wife (The Good Wife, Fernsehserie, Episode 6x14)
- 2016: Vinyl (Fernsehserie, 10 Episoden)
- 2016–2017: Madam Secretary (Fernsehserie, 8 Episoden)
- 2017: Molly’s Game – Alles auf eine Karte (Molly’s Game)
- 2019: Share
- 2019: The Irishman
- 2019: Bull (Fernsehserie, Episode 4x05)
- 2020: FBI: Most Wanted (Fernsehserie, Episode 1x02)
- 2020: October Faction (Fernsehserie, 10 Episoden)
- 2020: The Hunt
- 2020: Billions (Fernsehserie, Episode 5x03)
- 2020: Target Number One
- 2020: The Trial of the Chicago 7
- 2022: The Girl from Plainville (Miniserie, 4 Episoden)
- 2022: Somewhere in Queens
- 2022: Gaslit (Miniserie, 5 Episoden)
- 2023: Amerikanische Fiktion (American Fiction)